# Образование в Ирландии

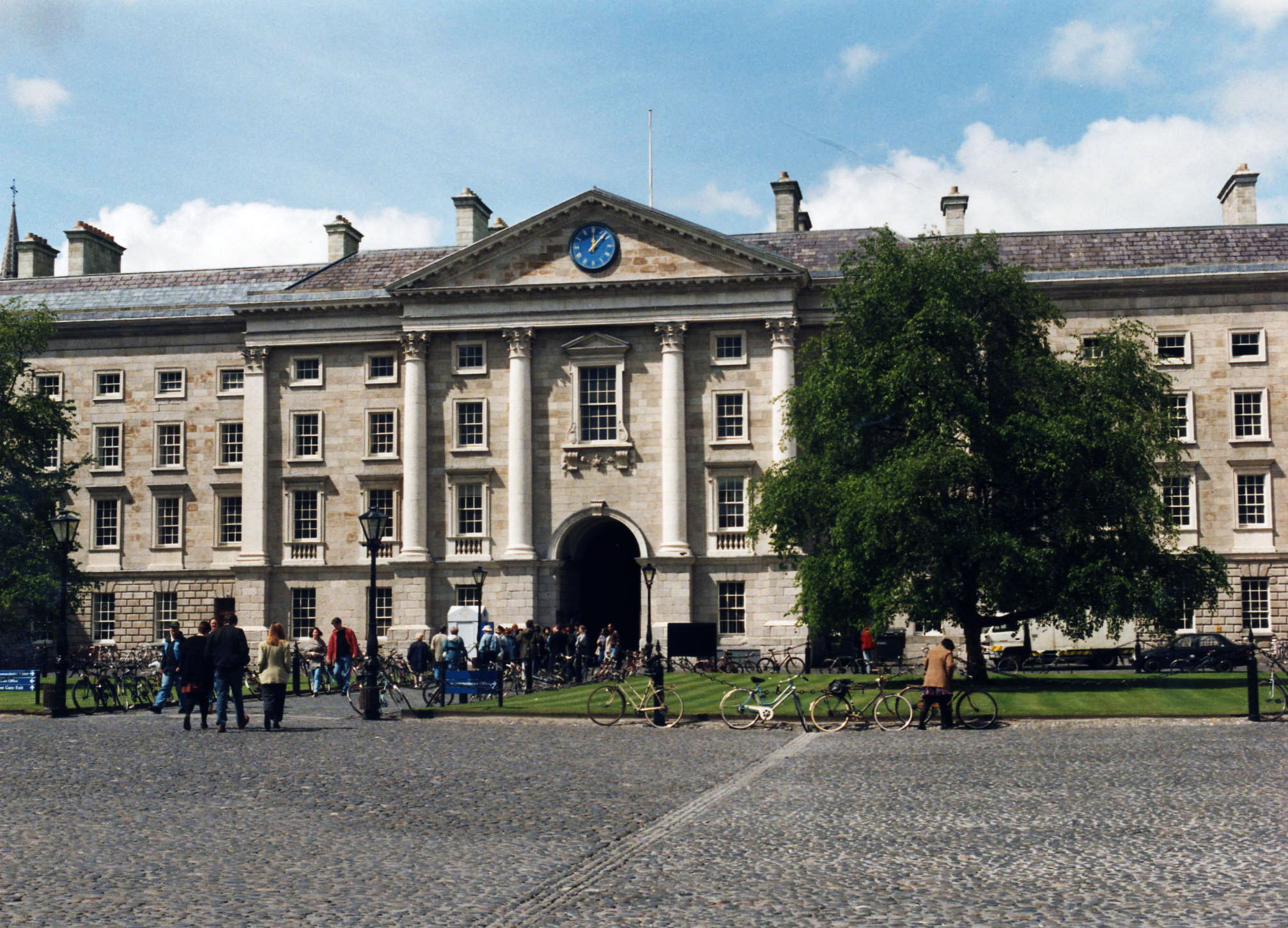
Тринити-Колледж, Дублин

Образование в республике Ирландия является трёхступенчатым: начальным, средним и высшим. Учебный год в Ирландии начинается в сентябре и заканчивается в мае. Образование обязательно для всех детей в возрасте от 6 до 16 лет, или отучившихся три года на втором уровне образования и выдержавших экзамен на Junior Certificate. Возможно дошкольное обучение для детей с 4 лет.

## Начальная школа
англ. Primary School, ирл. Bunscoil — первый этап обучения, на котором, как правило, изучают 3 основных предмета: английский и ирландский языки и математику. По окончании сдается экзамен на получение сертификата об окончании 1-го цикла средней школы (Junior Certificate); этого уровня достаточно для старта трудовой карьеры.
- Младшая группа (Naíonáin Shóisearacha)
- Старшая группа (Naíonáin Shinsearacha)
- Первый класс (Rang a hAon)
- Второй класс (Rang a Dó)
- Третий класс (Rang a Trí)
- Четвёртый класс (Rang a Ceathar)
- Пятый класс (Rang a Cúig)
- Шестой класс (Rang a Sé)

## Средняя школа
англ. Secondary School, ирл. Meánscoil — необходима для поступления в высшее учебное заведение. В течение младшего цикла производится подготовка к сдаче экзамена на старший уровень (Junior Certificate, Teastas Sóisearach); помимо обязательных предметов (английский, ирландский, математика), учащийся должен выбрать несколько дополнительных, которые в дальнейшем будут изучаться 2 года.
В конце старшего цикла обучения учащийся сдаёт экзамены для того, чтобы получить Сертификат о полном среднем образовании (Leaving Certificate, Ardteistiméireacht — аналог британского A-levels. При поступлении в ряд университетов засчитываются высшие баллы по профильным предметам именно из этого сертификата.
Leaving Certificate признается всеми странами Европы, а также США, Австралией и Новой Зеландией.

### Младший цикл
англ. Junior Cycle, ирл. Timthriall Sóisearach
- Первый год (An Chéad Bliain)
- Второй год (An Dara Bliain)
- Третий год (An Tríú Bliain)

### Переходный год
англ. Transition Year, ирл. Idirbhliain — в некоторых школах обязателен, в некоторых пропускается.

### Старший цикл
англ. Senior Cycle, ирл. Timthriall Sinsearach
- Пятый год (An Cúigiú Bliain)
- Шестой год (An Séú Bliain)

## Высшее образование
Высшее образование в Ирландии называют «образованием третьего уровня» (Third Level education). По окончании ВУЗа выпускнику присваивается степень бакалавра (Bachelor Degree). Получение высшего образования возможно в государственных университетах, различных колледжах.
В стране обучается 196 тыс студентов, из которых 11 тыс иностранные граждане. Примерно 16 тыс ирландских студентов учатся за границей.

## Статьи по теме на других языках
https://en.wikipedia.org/wiki/Education_in_the_Republic_of_Ireland